# Paarl

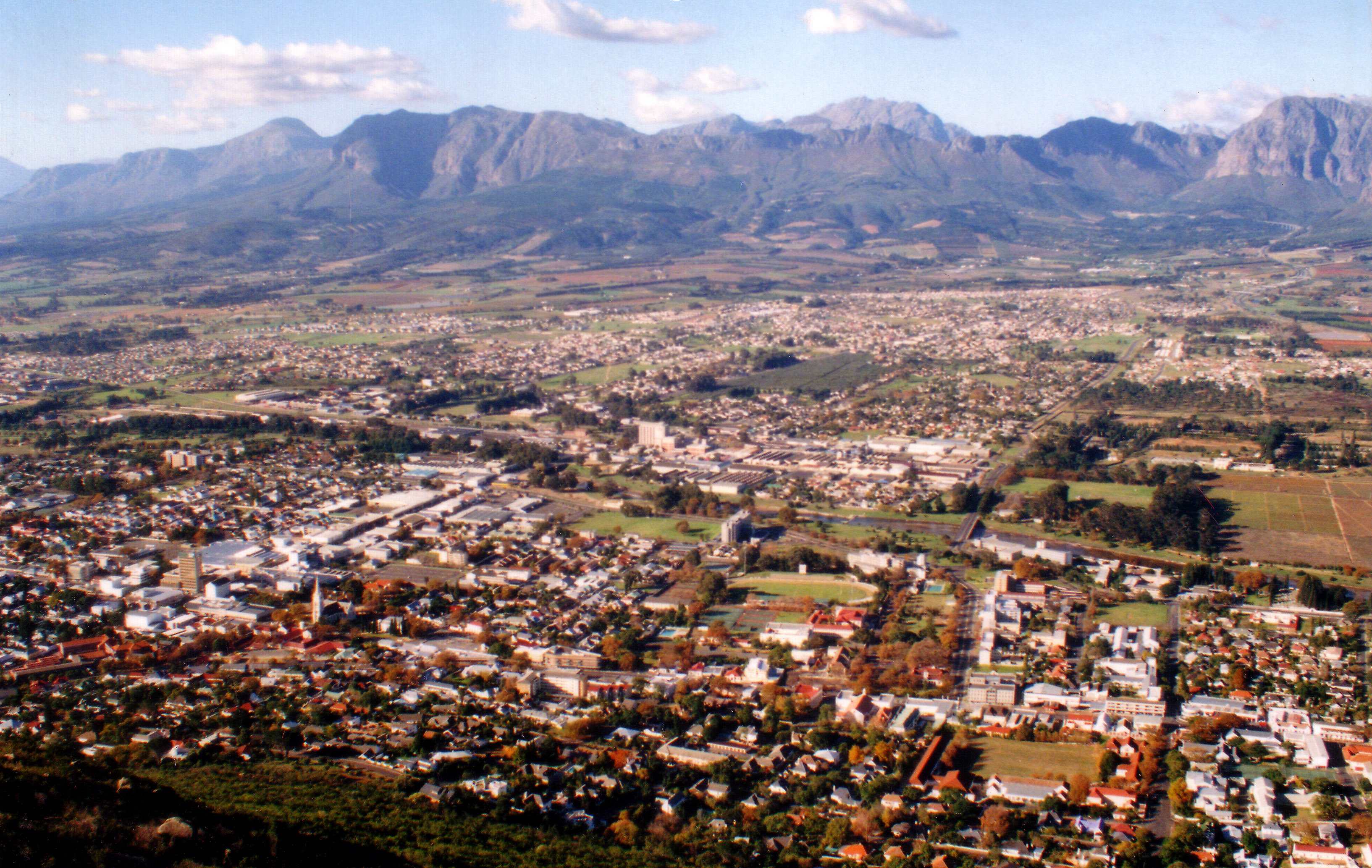
Vy över Paarl.

Paarl är en stad i kommunen Drakenstein i Västra Kapprovinsen i Sydafrika, och är belägen nordost om Kapstaden. Folkmängden var 112 045 invånare vid folkräkningen 2011, på en yta av 64,61 kvadratkilometer. Paarl är sammanväxt med Wellington i norr, och med Mbekweni (en tätbefolkad township) mitt emellan. Detta storstadsområde har cirka 200 000 invånare. Paarl grundades 1687 och är den tredje äldsta vita bosättningen i Sydafrika, efter Kapstaden och Stellenbosch. Namnet kommer från holländskans Parel, som betyder pärla. I väster ligger bergsområdet och naturreservatet Paarl Mountain.